# Théorème de Floquet
L'analyse de Floquet s'applique aux systèmes dynamiques {\displaystyle {\dot {x}}(t)=A(t)\,x(t)} lorsque la matrice d'avance d'état au point courant est périodique {\displaystyle A(t+T)=A(t)\quad \forall t.}
Elle permet de trouver une base de projection de la trajectoire dans laquelle chaque coordonnée est une trajectoire périodique amplifiée (ou atténuée) exponentiellement. Ceci permet de voir la trajectoire comme la superposition de modes (les vecteurs de Floquet) plus ou moins actifs selon la valeur du coefficient d'amplification (les multiplieurs de Floquet).
Une matrice solution {\displaystyle \displaystyle S(t)} de l'équation {\displaystyle {\dot {x}}(t)=A(t)\,x(t)}, est une matrice dont les colonnes sont des solutions de cette équation d'où {\displaystyle {\dot {S}}(t)=A(t)\,S(t)}, une matrice fondamentale {\displaystyle \displaystyle X(t)} de cette équation est une matrice solution dont les colonnes forment une base de l'espace vectoriel des solutions de cette équation. Toute solution de cette équation est donc de la forme {\displaystyle \displaystyle x(t)=X(t)\,c}
Le théorème démontré par Gaston Floquet dit que : si {\displaystyle \displaystyle A(t)} est une matrice périodique de période minimale T et {\displaystyle \displaystyle X(t)} une matrice fondamentale de l'équation {\displaystyle {\dot {x}}(t)=A(t)\,x(t)} alors il existe une matrice périodique (de période minimale T) inversible {\displaystyle \displaystyle P(t)} et une matrice constante {\displaystyle \displaystyle R} telles que {\displaystyle X(t)=P(t)e^{Rt}\quad \forall t.}

## Théorème de Floquet

### Propriétés du propagateur
La définition et les propriétés du propagateur associé au système de Floquet sont classiquement obtenues en considérant une matrice fondamentale {\displaystyle \displaystyle X(t)}  de ce système.
On définit le propagateur du système par {\displaystyle \Phi (t,s)=X(t)X^{-1}(s),~}
qui définit à son tour une matrice fondamentale.
On a alors {\displaystyle \partial _{t}\Phi (t+T,0)=A(t)\,\Phi (t+T,0),}
qui prouve que la matrice {\displaystyle \displaystyle \Phi (t+T,0)} est une matrice solution du système, et peut donc s'exprimer à l'aide de la matrice fondamentale {\displaystyle \displaystyle \Phi (t,0)}.
On a donc
{\displaystyle \Phi (t+T,0)=\Phi (t,0)\,\Phi (T,0),}
où {\displaystyle \Phi (T,0)} est une matrice constante.

### Construction des vecteurs de Floquet
Dans le cas où le propagateur en t=T est diagonalisable, on le  diagonalise , ce qui permet de déterminer les valeurs propres de {\displaystyle \displaystyle \Phi (T,0)} que l'on écrit sous la forme {\displaystyle \sigma _{i}=e^{\Lambda _{i}T}}. Ceci permet de définir les matrices {\displaystyle \displaystyle e^{\Lambda T}} et {\displaystyle \displaystyle Z} telles que
{\displaystyle \Phi (T,0)=Z\,e^{\Lambda T}Z^{-1}=Z\Sigma Z^{-1}}
On définit alors la matrice {\displaystyle Y(t)=\Phi (t,0)\,Z} telle que
{\displaystyle \displaystyle Y(0)=Z}
La relation de Y(t) avec sa réplique à t+T est alors
{\displaystyle {\begin{aligned}Y(t+T)=\Phi (t+T,0)\,Z=\Phi (t+T,T)\,\Phi (T,0)\,Z\\=\Phi (t,0)\,Z\,e^{\Lambda T}=Y(t)\,e^{\Lambda T}\end{aligned}}}
On construit à partir des vecteurs colonne de Y d'autres vecteurs non amortis, ce sont les vecteurs de Floquet. On obtient une matrice {\displaystyle \displaystyle \Psi ^{F}} que l'on définit en "dés-amortissant" {\displaystyle \displaystyle Y} et dont les vecteurs colonne sont les vecteurs de Floquet.
{\displaystyle \displaystyle \Psi ^{F}(t)=Y(t)e^{-\Lambda t}}
{\displaystyle \displaystyle \Psi ^{F}(0)=Z}
on obtient bien un vecteur périodique, car :
{\displaystyle {\begin{aligned}\Psi ^{F}(t+T)=Y(t+T)\,e^{-\Lambda T}e^{-\Lambda t}\\=Y(t)e^{-\Lambda t}=\Psi ^{F}(t)\end{aligned}}}
On a alors pour le propagateur :
{\displaystyle \Phi (t,0)=Y(t)Z^{-1}=\Psi ^{F}(t)e^{\Lambda t}Z^{-1}~}
{\displaystyle \displaystyle Y} s'intègre comme le propagateur, car
{\displaystyle \partial _{t}Y=A(t)\,\Phi (t)\,Z=A(t)\,Y(t)}
ce qui donne
{\displaystyle {\begin{aligned}\partial _{t}\Psi ^{F}=A(t)Y\,e^{-\Lambda t}-Y(t)\Lambda e^{-\Lambda t}\\=A\Psi ^{F}(t)-\Psi ^{F}e^{\Lambda t}\Lambda e^{-\Lambda t}\\=A(t)\Psi ^{F}(t)-\Psi ^{F}(t)\Lambda \quad \end{aligned}}}
du fait de la diagonalité des trois matrices de droite.

### Stabilité des systèmes de Floquet
Les vecteurs de Floquet étant périodiques, ils sont donc bornés. On peut donc caractériser la stabilité des systèmes de Floquet en calculant {\displaystyle \Lambda ={\frac {1}{T}}\log \Sigma }.
Les valeurs propres {\displaystyle \displaystyle \sigma _{i}} sont appelées les multiplicateurs de Floquet et sont uniques. Les {\displaystyle \displaystyle \lambda _{i}} sont les exposants de Floquet et ne sont pas uniques dans la décomposition de Floquet puisque si
{\displaystyle {\begin{aligned}\sigma _{i}&=&\rho _{i}e^{-i\theta _{i}}\\\lambda _{i}&=&{\frac {\ln(\rho _{i})}{T}}+i{\frac {\theta _{i}+2k\pi }{T}}\end{aligned}}}
avec {\displaystyle k} un entier quelconque.
De plus
{\displaystyle \displaystyle \Psi ^{F}} et {\displaystyle \displaystyle \Lambda } sont en toute généralité imaginaires. La croissance de chaque vecteur de Floquet au cours du temps est déterminée par la partie réelle de l'exposant de Floquet correspondant, et la fréquence par la partie imaginaire.

### Propriété du système linéaire tangent d'un système périodique
Prenons un système périodique régi par l'équation :
{\displaystyle \displaystyle \partial _{t}\eta =g(\eta )}
Le système est périodique, on a donc par définition {\displaystyle \displaystyle \eta (t+T)=\eta (t)}.
Une perturbation sur la trajectoire de référence est régie par
{\displaystyle \partial _{t}\delta \eta =\partial _{\eta }g\,\delta \eta }.
Avec {\displaystyle \displaystyle \delta \eta (t)=\Phi (t,\tau )\delta \eta (\tau )}
où {\displaystyle \displaystyle \Phi (t,\tau )} est le propagateur de la trajectoire perturbée.
En posant {\displaystyle A=\partial _{\eta }g(\eta )}
on a {\displaystyle \partial _{t}\Phi (t,\tau )=A(t)\Phi (t,\tau )} où
{\displaystyle \displaystyle A} est elle-même périodique {\displaystyle (\forall t,A(t+T)=A(t))}.
On considère alors le système de Floquet de période T. La "vitesse" du système est par définition {\displaystyle V(t)=\partial _{t}\eta } et la périodicité du système entraine {\displaystyle \displaystyle V(t+T)=V(t)}.
Comme par ailleurs
{\displaystyle \partial _{t}V=\partial _{t}g(\eta )=\partial _{\eta }g(\eta )\,\partial _{t}\eta =A(t)V(t)}
on a que {\displaystyle \displaystyle V} se propage de la même façon que {\displaystyle \displaystyle \delta \eta }. On peut déduire de cette particularité une propriété de la décomposition de Floquet du système linéaire tangent des systèmes périodiques, celle d'avoir un multiplieur de Floquet égal à 1.
En effet, on a que {\displaystyle \displaystyle V(t)=\Phi (t,0)V(0)} est périodique de période T.

Or
{\displaystyle \displaystyle V(T)=\Phi (T,0)V(0)=V(0)}
et donc {\displaystyle \displaystyle V(0)} est vecteur propre de {\displaystyle \displaystyle \Phi (T,0)} avec la valeur propre 1. Cette propriété permet de vérifier qu'un système de Floquet est un système périodique de par l'existence d'un multiplieur de Floquet égal à 1.

## Applications

### Applications à la physique du solide
Dans le cadre du cristal parfait infini, les électrons sont soumis à un potentiel périodique ayant la symétrie de translation des atomes constituant le cristal.
Les ondes de Bloch (d'après Felix Bloch) sont des fonctions d'ondes décrivant des états quantiques électroniques ayant la même symétrie que le cristal.